# Waldfriedhof Zehlendorf

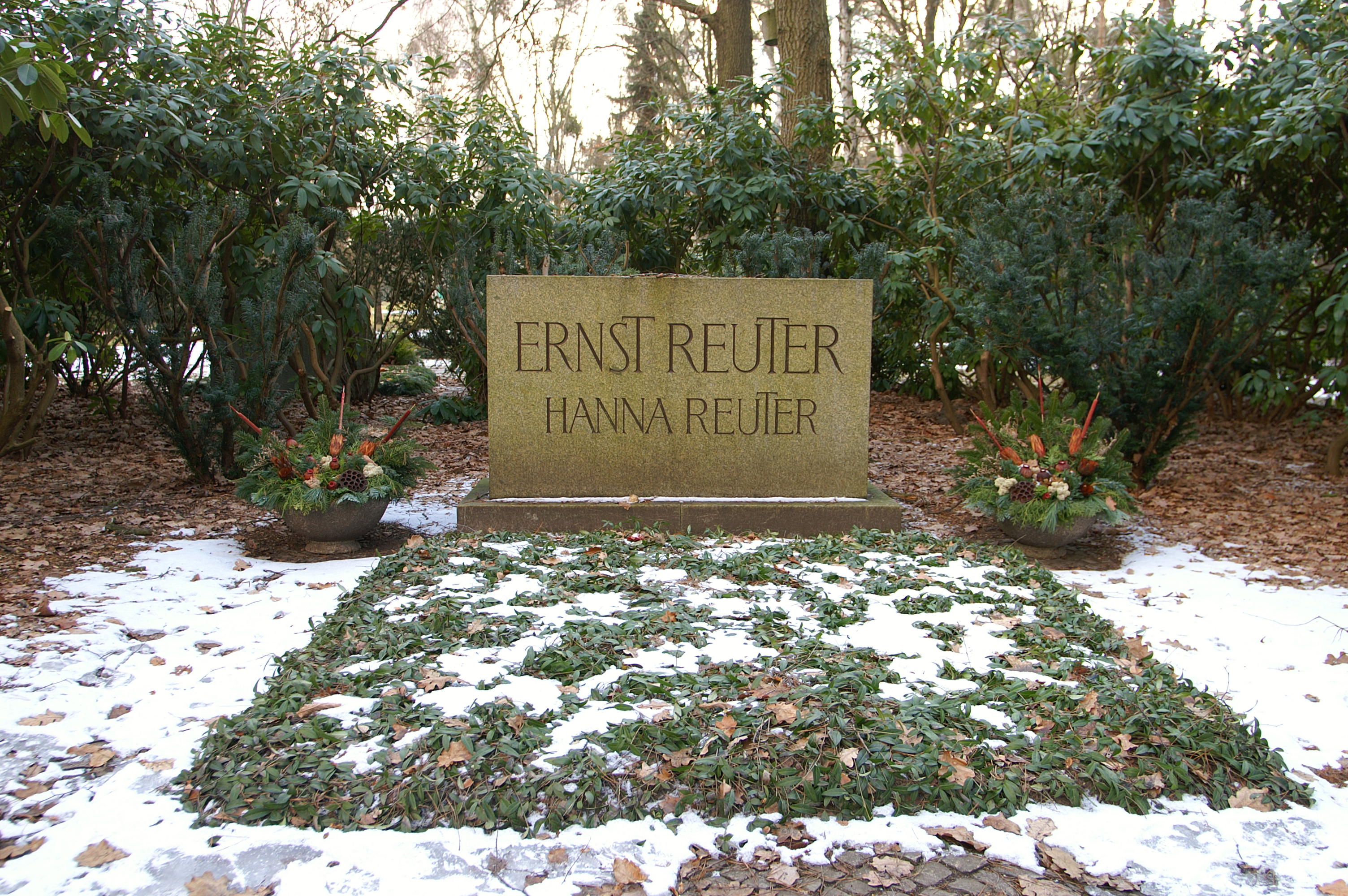
Ehrengrab für Ernst Reuter

Der Waldfriedhof Zehlendorf ist ein über 37,5 Hektar großer landeseigener Friedhof von Berlin, der im Ortsteil Nikolassee des heutigen Bezirks Steglitz-Zehlendorf liegt. Den Namen trägt er nach dem ehemaligen Bezirk Zehlendorf. Der Nordteil des Friedhofs wurde unmittelbar nach dem Zweiten Weltkrieg 1945 geplant und zwischen 1946 und 1947 von Herta Hammerbacher angelegt, ein weiterer Ausbau erfolgte zwischen 1948 und 1954 durch Max Dietrich. Wie der Waldfriedhof Dahlem gilt auch dieser Friedhof als Prominentenfriedhof, da hier mehrere bedeutende Persönlichkeiten Berlins beerdigt wurden.

## Gestaltung
Der Waldfriedhof nimmt eine Fläche von 375.794 m² ein. Grundlage der Gestaltung war die Anlehnung an die vorgefundene Topographie, den Boden und den Pflanzbestand; die Gestaltung war bewusst im landschaftlichen Stil gewählt und wurde als Anknüpfung an den Landschaftsraum Rehwiese betrachtet. Für die Anlage wurde etwa ein Drittel Jagen des benachbarten Forstes in die Fläche integriert, dessen Waldcharakter beibehalten und nur für den neuen Zweck ausgelichtet wurde. Der Baumbestand besteht hauptsächlich aus Kiefern, hinzu kommen vereinzelt Eichen, Ebereschen und Birken. In die Planung waren sowohl der damalige Gartendirektor Reinhold Lingner als auch der Stadtbaudirektor Hans Scharoun integriert.
Die Hauptachsen bilden zwei Wege in Nord-Süd-Richtung, zwischen denen sich in einem lockeren Rechteckmuster mit gebogenen Pfaden die restlichen Wege des Friedhofs erstrecken. Die Feierhallen liegen auf einer natürlichen Anhöhe und zwischen dieser Anhöhe und dem Eingang am Wasgensteig befindet sich eine U-förmig angelegte und nach Osten geöffnete Wiese, die ursprünglich als Heidefläche angelegt war. Die Gräber sind als Reihengräber angelegt und liegen sowohl im Wiesen- als auch im Waldabschnitt des Friedhofes.

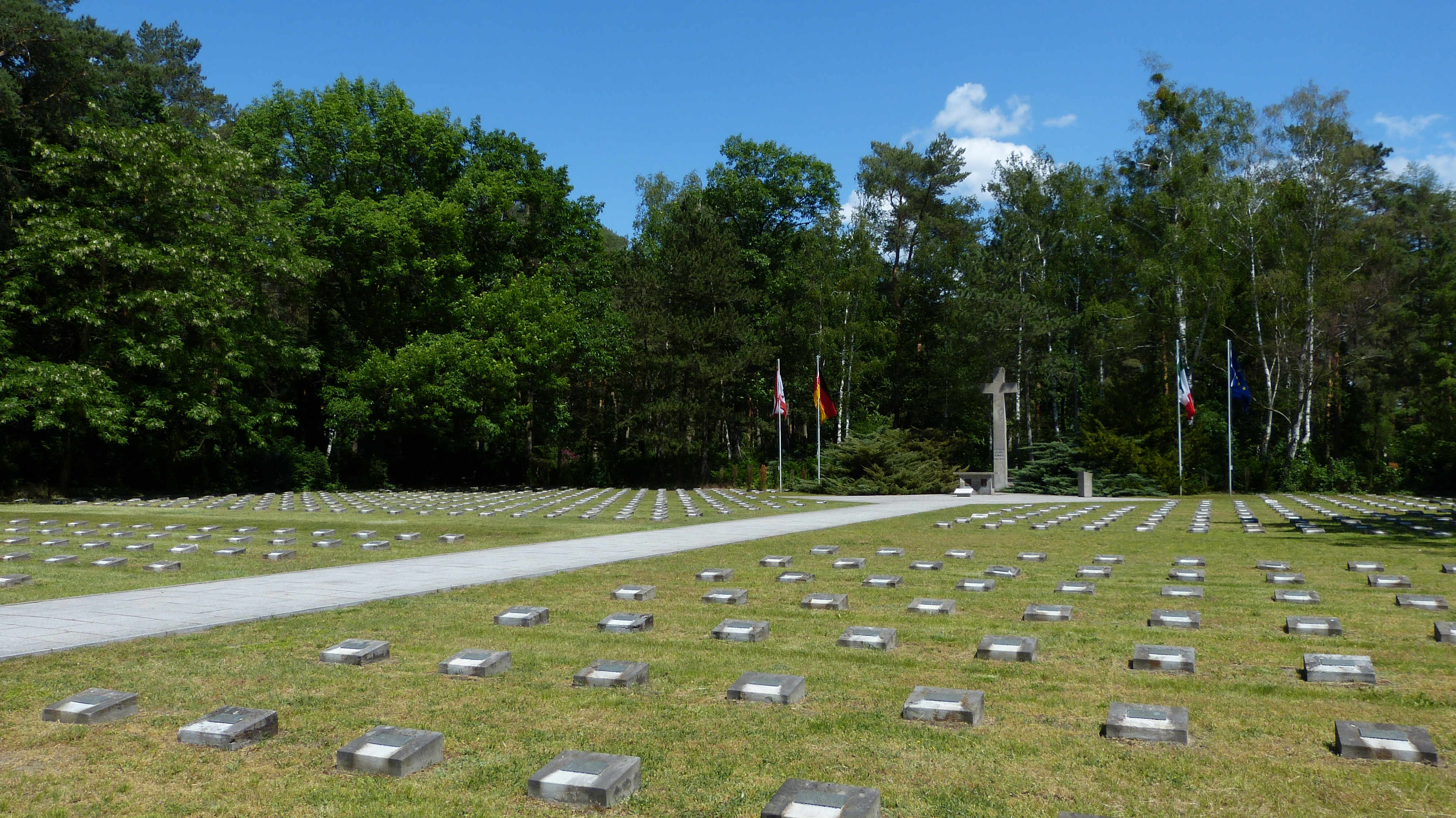
Italienische Kriegsgräberstätte

Nach dem Zweiten Weltkrieg wurde eine unbestimmte Zahl an Gräbern von Opfern von Krieg und Gewaltherrschaft angelegt. Die zuständige Senatsverwaltung für Umwelt, Verkehr und Klimaschutz geht von etwas unter 1000 Einzelgräbern und drei Sammelgräbern aus.
Im Jahr 1953 wurde zudem eine italienische Kriegsgräberstätte angelegt, die von Gehölzen umstanden und damit strukturell vom restlichen Friedhof getrennt ist. Auf diesem finden sich auf einer Rasenfläche regelmäßig angeordnete Grabplatten von 1170 Kriegsgefangenen und Militärinternierten. Unter diesen sind auch die 127 italienischen Opfer vom Massaker von Treuenbrietzen.

## Kapelle und Nebengebäude

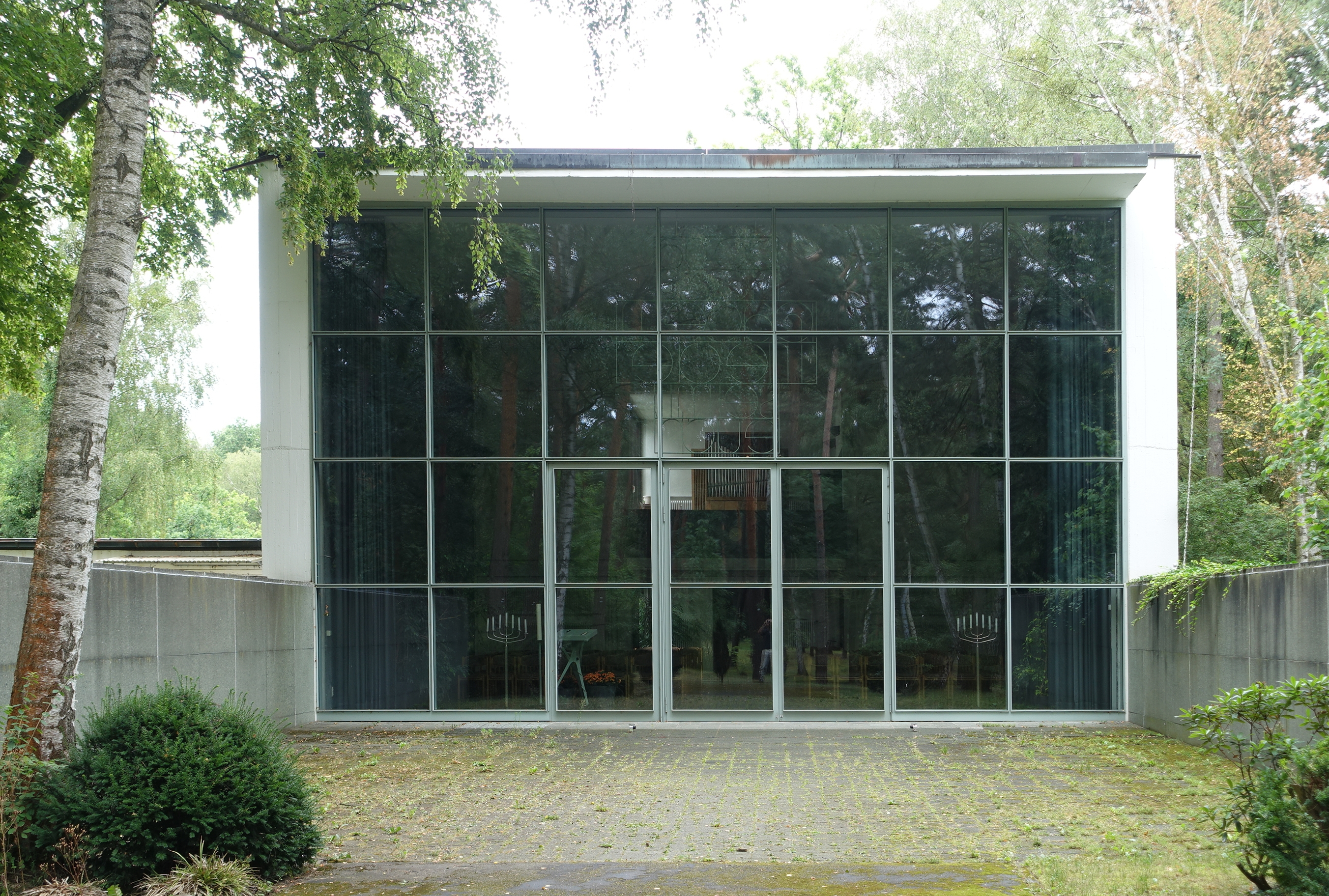
Große Feierhalle

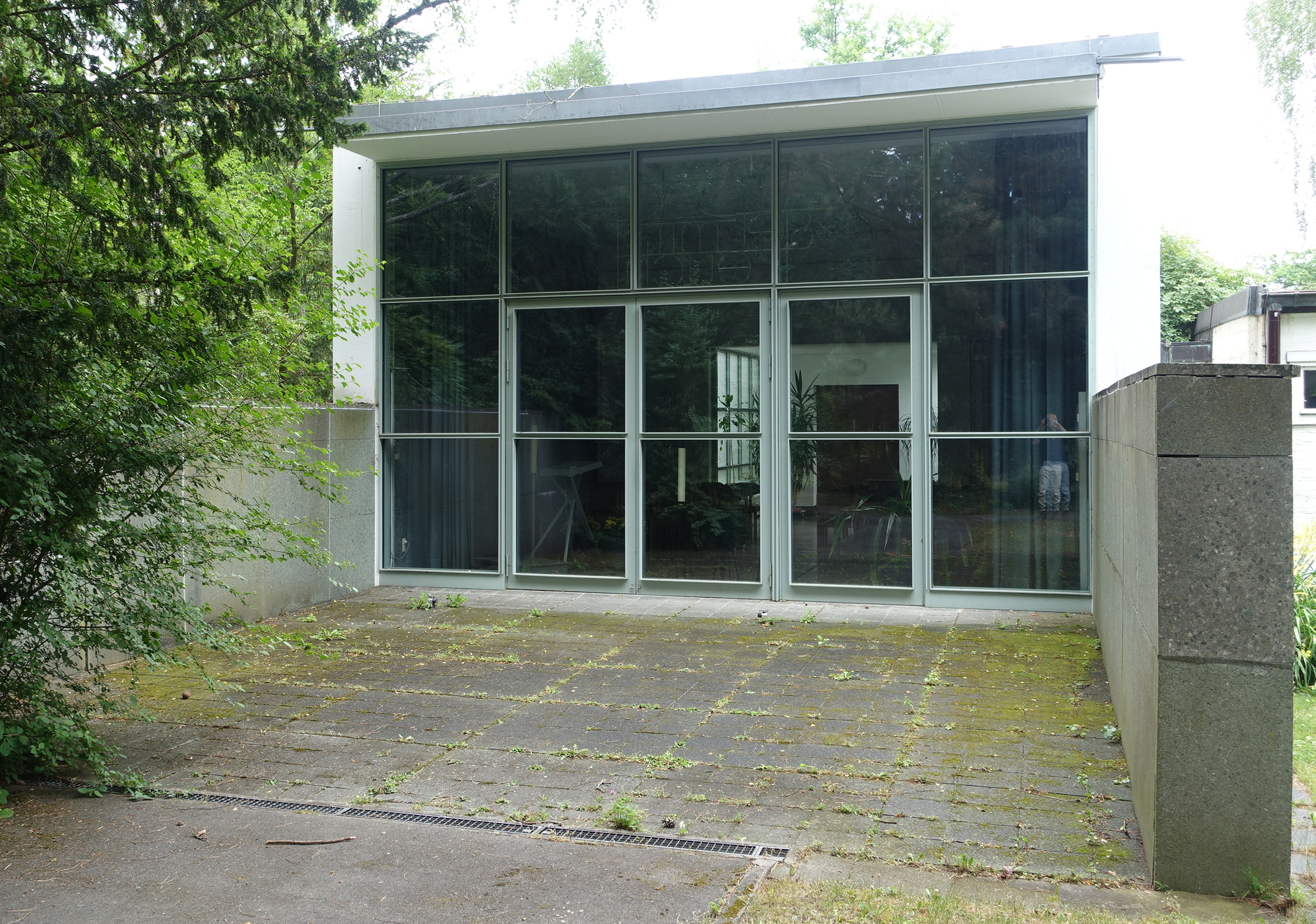
Kleine Feierhalle

Auf einer natürlichen Anhöhe befinden sich die Feierhallen des Friedhofs, die aus finanziellen Gründen erst in den Jahren 1956 bis 1958 von Sergius Ruegenberg und Wolf von Möllendorff gebaut wurden. Der Standort wurde von Hammerbacher gegen das Gartenamt zugunsten des landschaftlichen Charakters durchgesetzt. Es handelt sich hierbei um eine größere und eine kleinere Feierhalle, die von mehreren niedrigen Nebengebäuden miteinander verbunden sind. Die Vorderfront der Hallen ist durch zwei freistehende, travertinverkleidete Mauern mit einem dazwischenliegenden Eingang verdeckt, dahinter befindet sich ein flacher Sammlungsraum. Bei den Hallen selbst handelt es sich um Stahlbetonbauten in einer Skelettbauweise mit Ziegeln als Ausfachung. Die Stirnseiten der Hallen sind mit dunklem Blech verkleidet und bestehen teilweise aus Glasflächen. Die Rückseiten sind weitgehend verglast und von Stahlrahmen eingefasst.
Neben diesen Hauptgebäuden existieren auf dem Friedhof noch eine Reihe weiterer Gebäude. Dazu gehören das 1950 von Friedrich Dücker gebaute Tor an der Potsdamer Chaussee und das 1959 von Hans-Joachim Sachse und Bernhard Busen gebaute Tor am Wasgensteig. Das Pförtnerhaus an der Potsdamer Chaussee stammt ebenfalls von Sachse und Busen (1961/1962), während der Blumenladen (1967/1968) und das Pförtnerhaus am Wasgensteig (1971/1972) nur von Sachse gebaut wurde. Auf der Wiese zur Potsdamer Chaussee befindet sich zudem noch ein Glockenbau, den Sergius Ruegenberg und Möllendorff 1963 erstellten.

## Grabstätten bekannter Persönlichkeiten
Auf dem Waldfriedhof Zehlendorf wurden viele bekannte Berliner Persönlichkeiten bestattet.

### Ehrengräber
Der Berliner Senat übernimmt die Kosten der Pflege für 47 Ehrengräber auf dem Friedhof (Stand: November 2018):
- Otto Bach (1899–1981), Politiker, Präsident des Abgeordnetenhauses (SPD)
- Boleslaw Barlog (1906–1999), Theaterintendant
- Jan Bontjes van Beek (1899–1969), Keramiker und Bildhauer
- Hertha Beese (1902–1987), Politikerin (SPD) und Stadtälteste
- Boris Blacher (1903–1975), Komponist
- Rut Brandt (1920–2006), Autorin und zweite Ehefrau von Willy Brandt
- Willy Brandt (1913–1992), Politiker (SPD), Präsident des Abgeordnetenhauses, Regierender Bürgermeister von Berlin, Bundeskanzler
- Wilhelm Dumstrey (1899–1990), Pädagoge und Politiker (CDU)
- Götz Friedrich (1930–2000), Opernregisseur und -intendant
- Tatjana Gsovsky (1901–1993), Balletttänzerin
- Ina Halley (1927–1992), Schauspielerin
- Karl Hartung (1908–1967), Bildhauer
- Martin Held (1908–1992), Schauspieler und Synchronsprecher
- Willy Henneberg (1898–1961), Politiker, Präsident des Abgeordnetenhauses (SPD)
- Hermann Henselmann (1905–1995), Architekt
- Paul Hertz (1888–1961), Politiker (SPD), Berliner Senator
- Albert Horlitz (1882–1972), Politiker (SPD), Bezirksbürgermeister von Berlin-Charlottenburg
- Kurt Ihlenfeld (1901–1972), Schriftsteller und Theologe
- Helmut Käutner (1908–1980), Regisseur, Kabarettist
- Jakob Kaiser (1888–1961), Politiker (CDU), Bundesminister
- Günter Klein (1900–1963), Politiker (SPD), Berliner Senator, Mitglied des Bundestages
- Gustav Klingelhöfer (1888–1961), Politiker (SPD), Mitglied des Bundestages
- Hildegard Knef (1925–2002), Schauspielerin
- Hermine Körner (1878–1960), Schauspielerin und Regisseurin
- Willy Kressmann (1907–1986), Politiker (SPD), Bezirksbürgermeister
- Kurt Landsberg (1892–1964), Politiker, Präsident des Abgeordnetenhauses (CDU, SPD)
- Leo Lania (1896–1961), Journalist und Schriftsteller
- Annedore Leber (1904–1968), Publizistin, Politikerin (SPD), Mitglied des Berliner Abgeordnetenhauses
- Ernst Lemmer (1898–1970), Politiker (CDU), Bundesminister
- Paul Löbe (1875–1967), Politiker (SPD), Reichstagspräsident, erster Alterspräsident des deutschen Bundestages
- Gerda Maurus (1903–1968), Schauspielerin
- Moriz Melzer (1877–1966), Maler und Bildhauer
- Anna Nemitz (1873–1962), Politikerin (SPD), Berliner Stadtverordnete und erste Stadtälteste
- Bruno Paul (1874–1968), Architekt
- Erwin Piscator (1893–1966), Regisseur
- Gerhart Pohl (1902–1966), Schriftsteller
- Erich Rahn (1885–1973), Jiu-Jitsu- und Judo-Sportler
- Erik Reger (1893–1954), Schriftsteller, Herausgeber des Tagesspiegels
- Edzard Reuter (1928–2024), Manager, Vorstandsvorsitzender der Daimler-Benz AG
- Ernst Reuter (1889–1953), Politiker (SPD), Regierender Bürgermeister von Berlin
- Ernst Ruska (1906–1988), Elektroingenieur und Erfinder des Elektronenmikroskops
- Hans Scharoun (1893–1972), Architekt
- Walter Scheel (1919–2016), Politiker (FDP), Bundespräsident der Bundesrepublik Deutschland
- Fritz Schloß (1895–1954), Politiker (SPD), Bezirksbürgermeister
- Wolfdietrich Schnurre (1920–1989), Schriftsteller, Illustrator, Film- und Theaterkritiker
- Richard Schröter (1892–1977), Politiker (SPD), MdB
- Richard Schubert (1877–1955), Widerstandskämpfer, Stadtältester von Berlin
- Klaus Schütz (1926–2012), Politiker (SPD), Regierender Bürgermeister von Berlin
- Robert A. Stemmle (1903–1974), Regisseur, Autor und Produzent
- Otto Suhr (1894–1957), Politiker (SPD), Regierender Bürgermeister von Berlin
- Herbert Theis (1906–1972), Politiker (SPD), Mitglied des Berliner Abgeordnetenhauses, Stadtältester

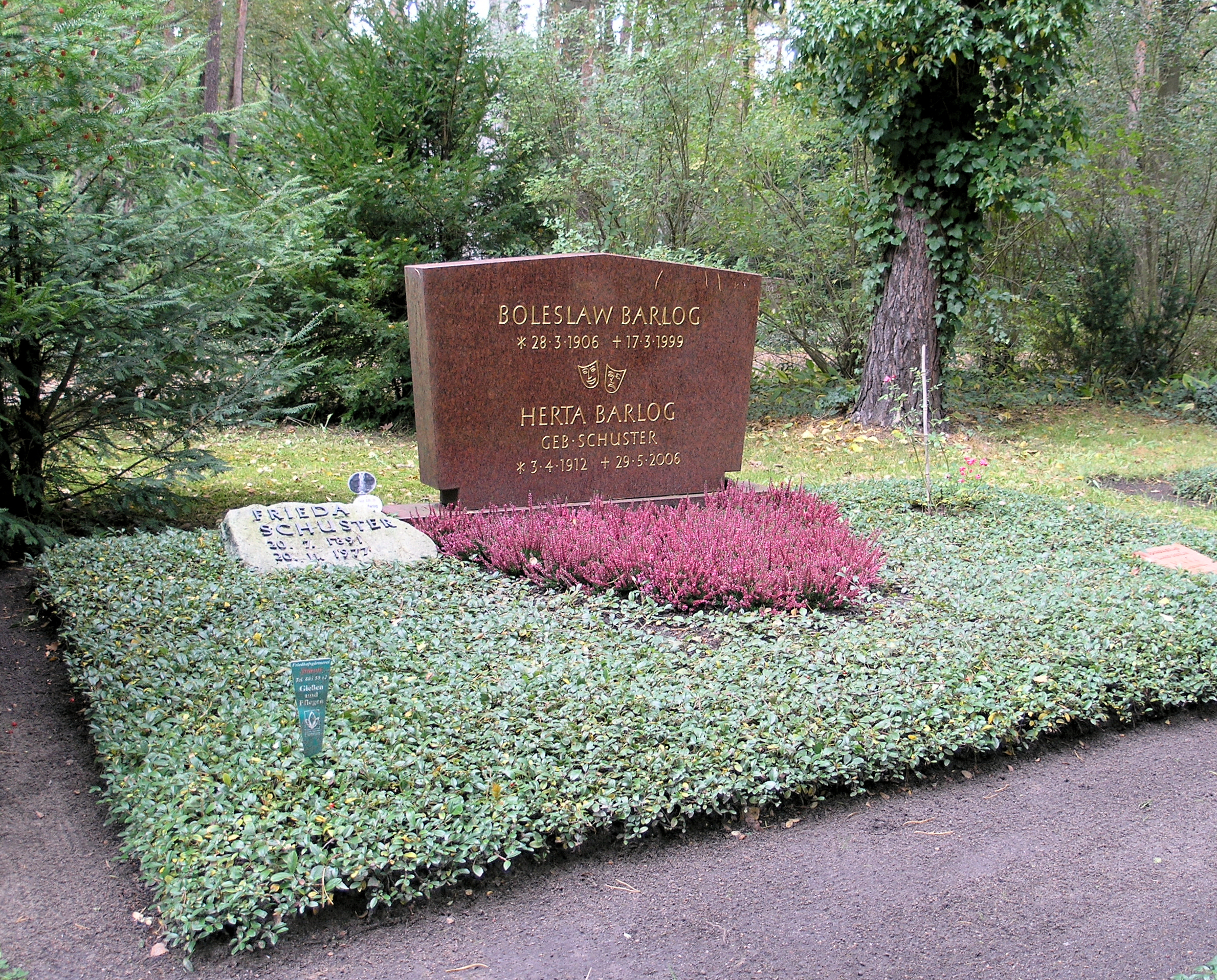
Boleslaw Barlog
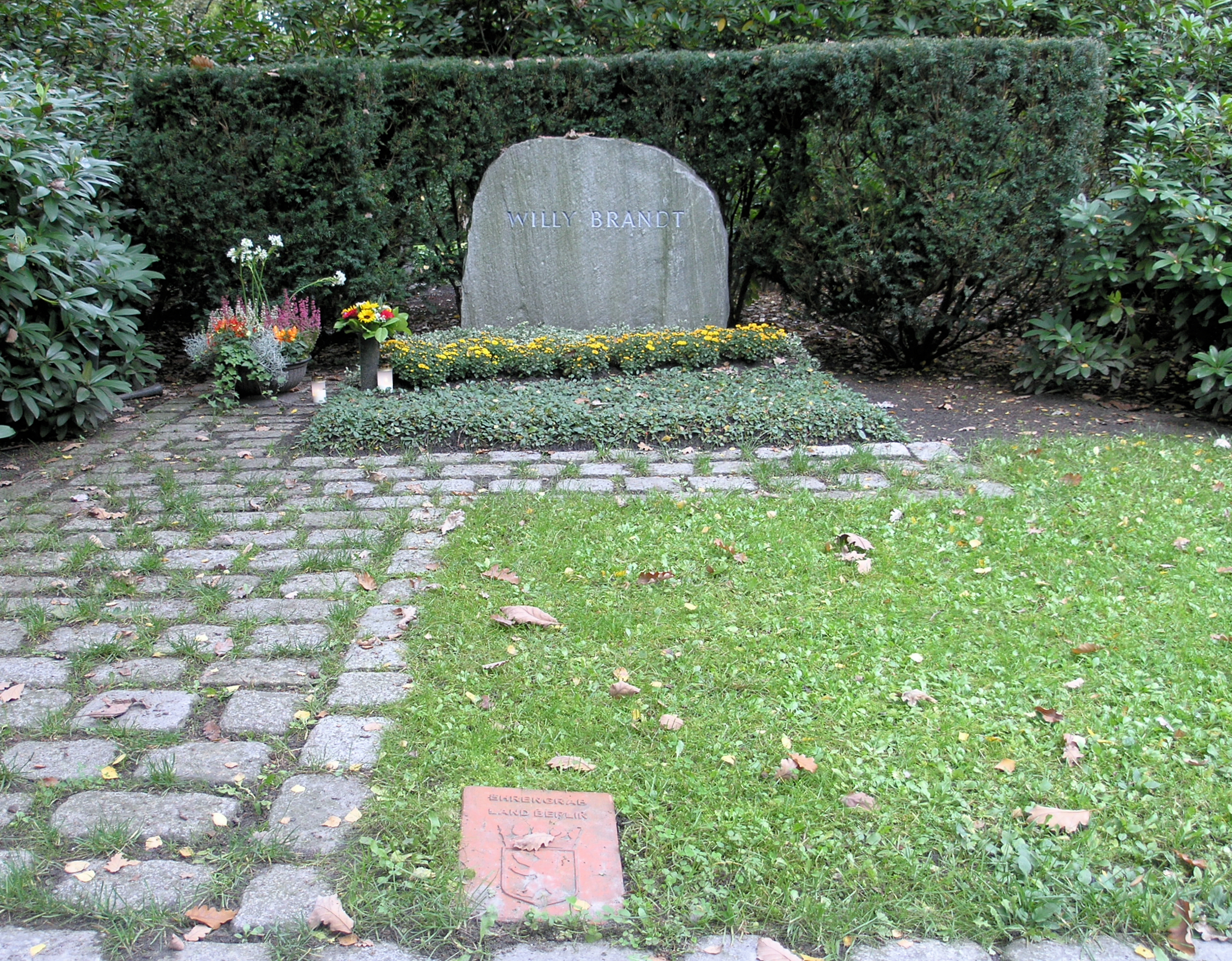
Willy Brandt
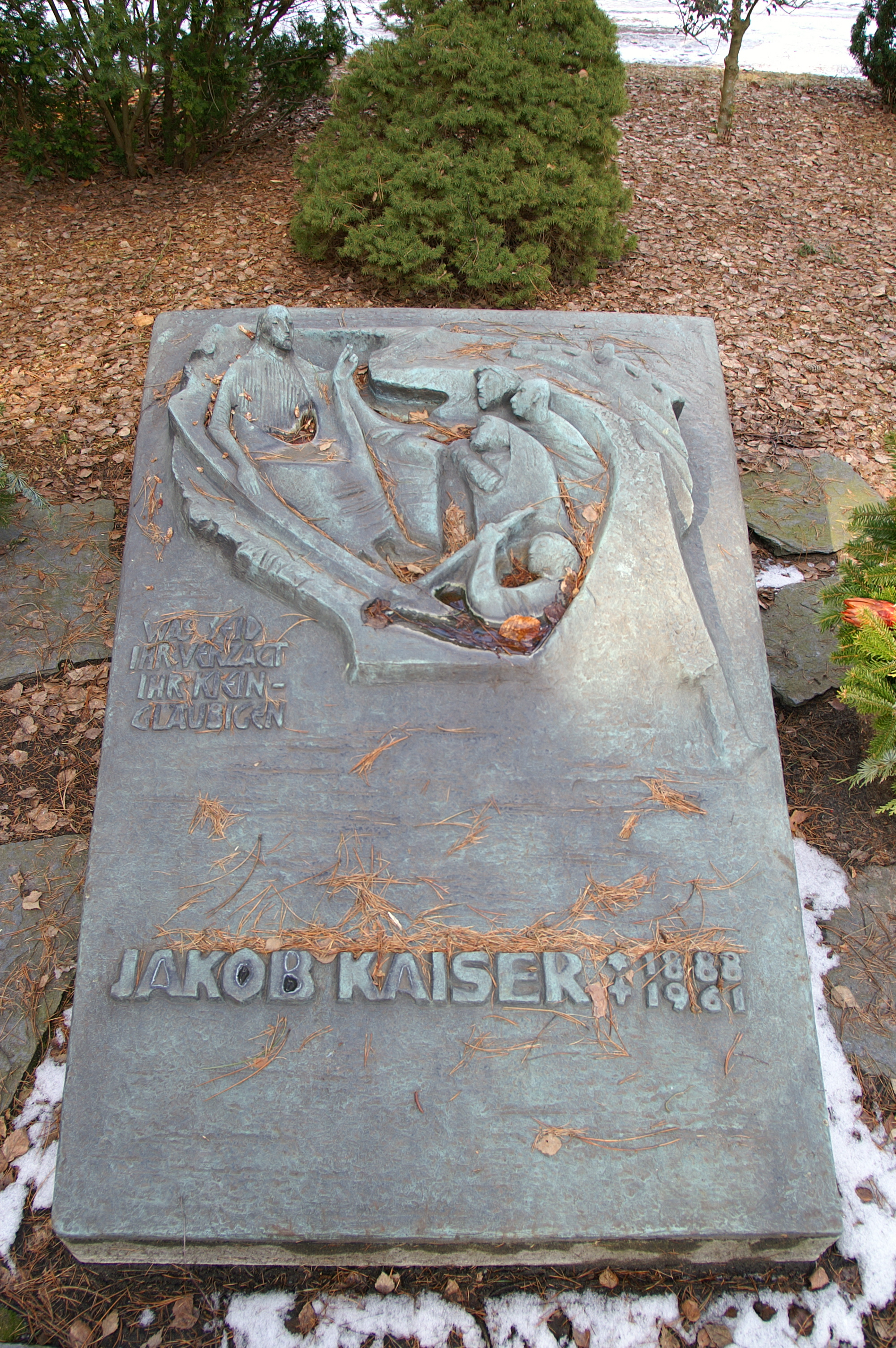
Jakob Kaiser
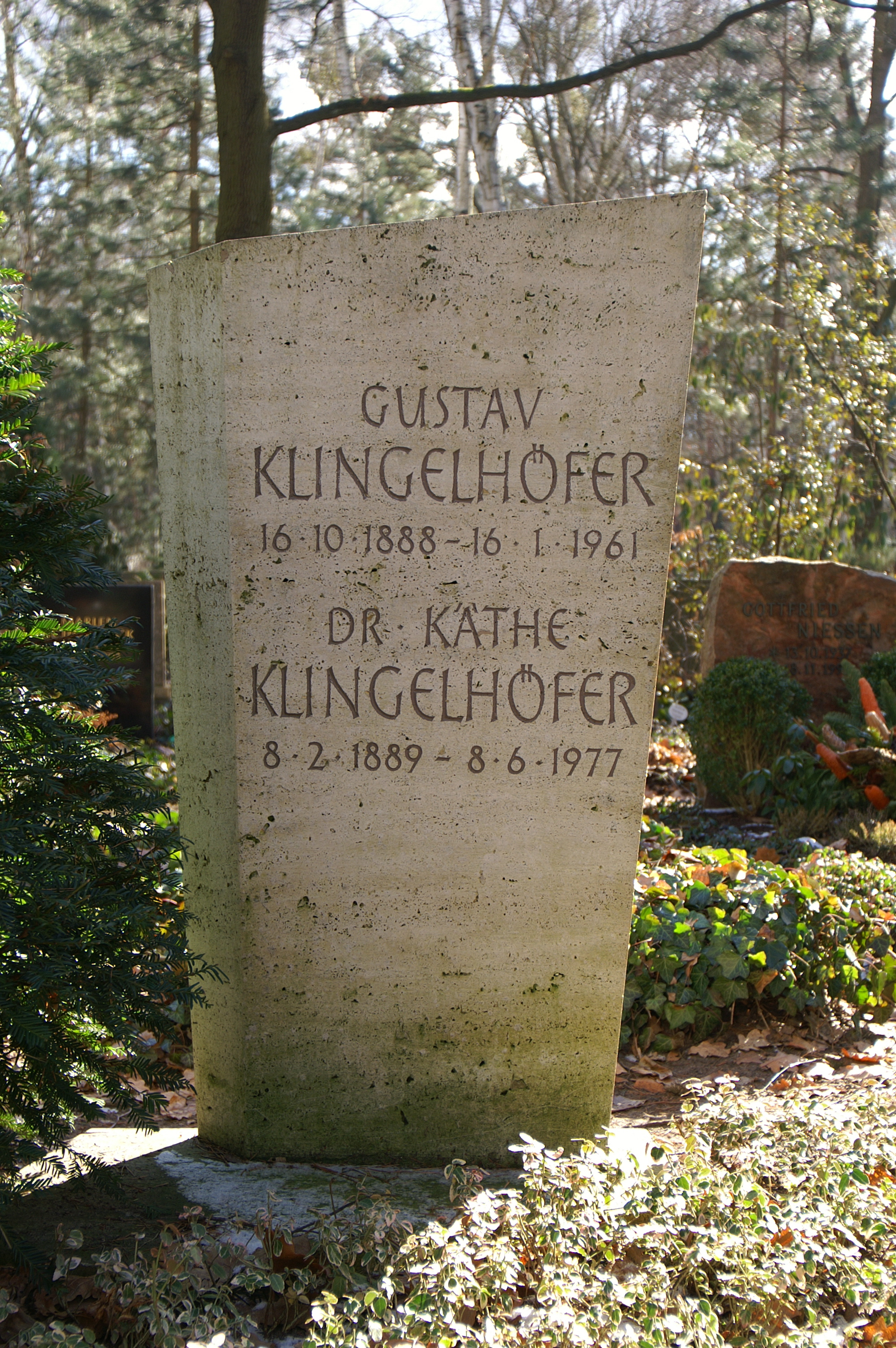
Gustav Klingelhöfer
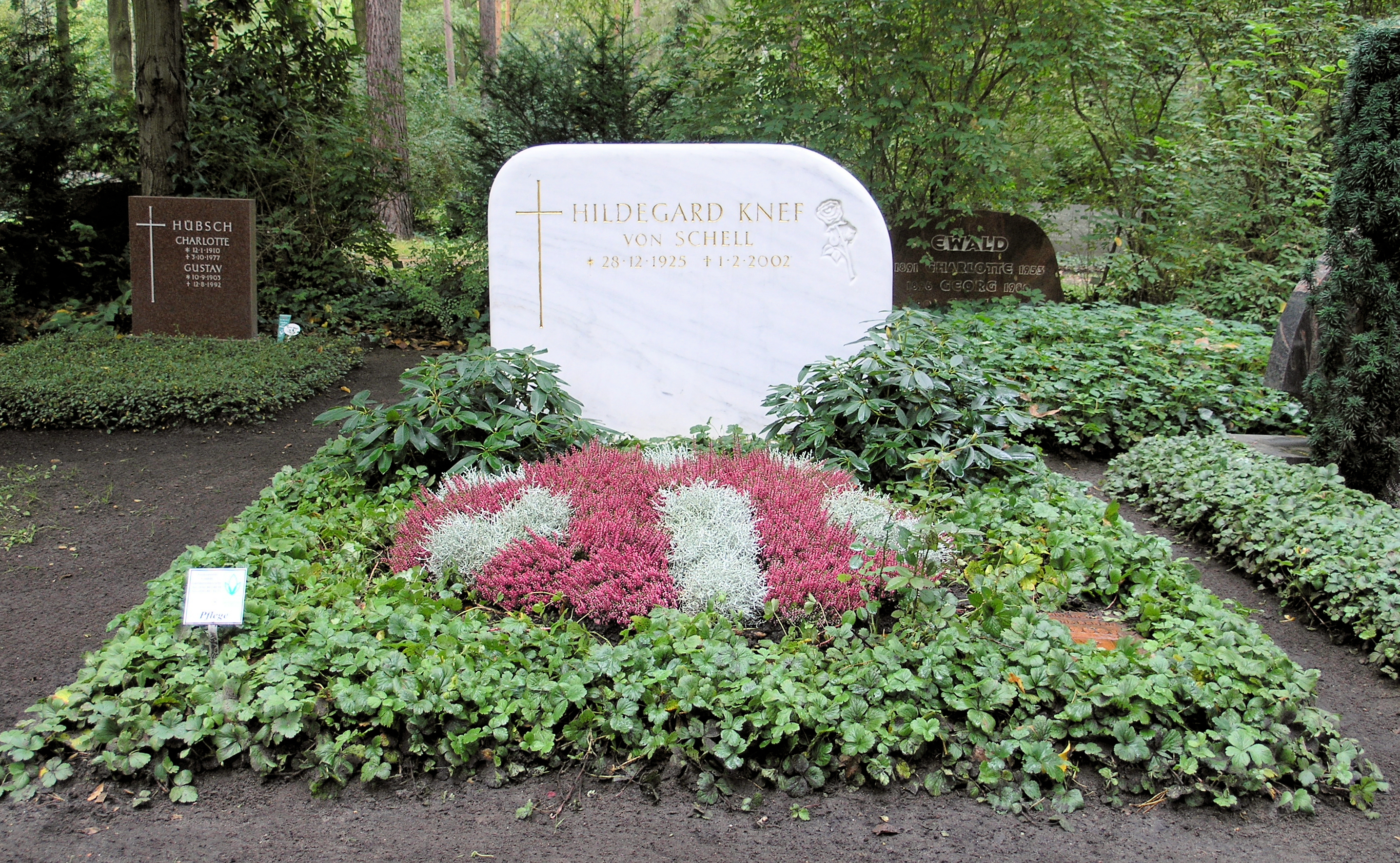
Hildegard Knef
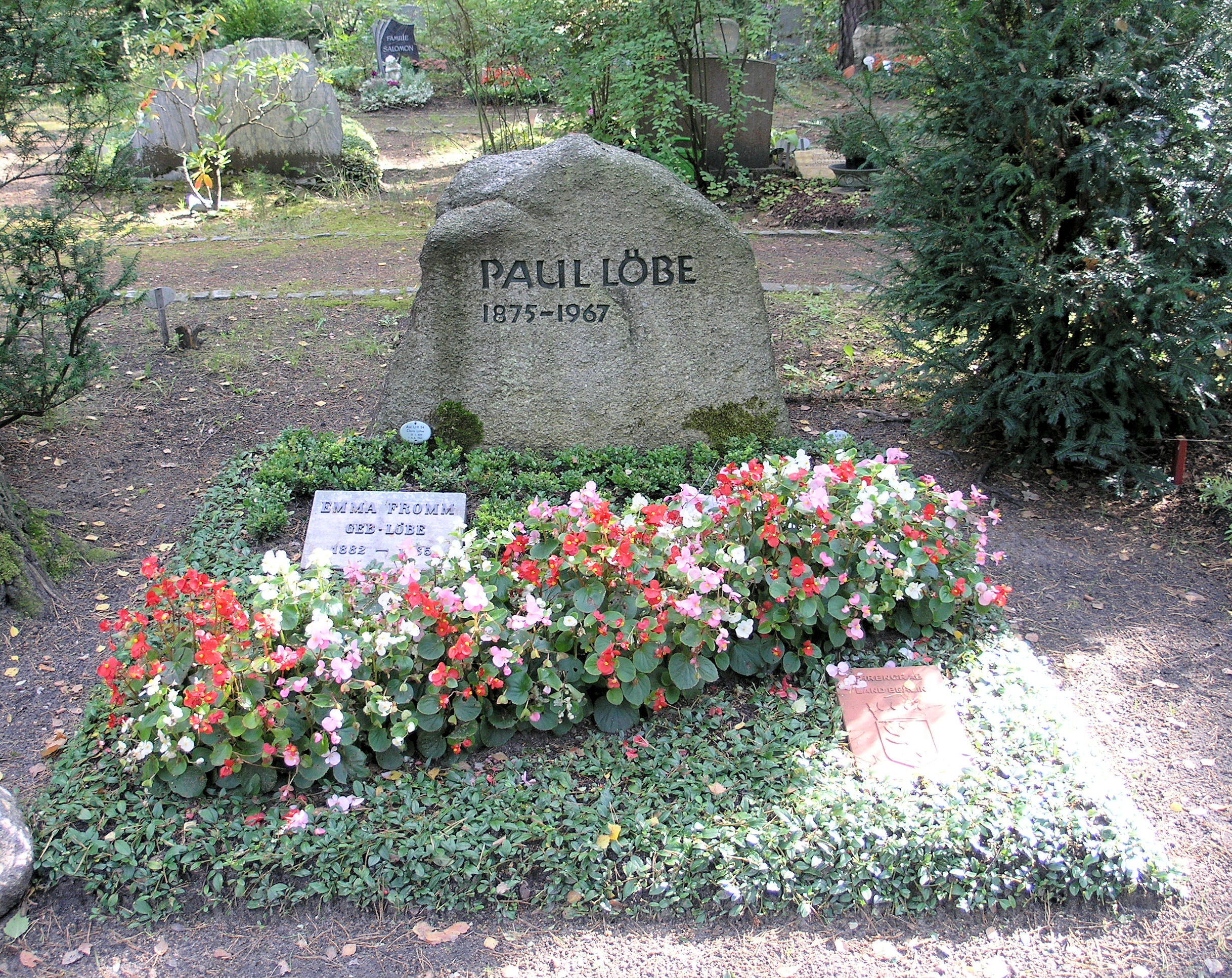
Paul Löbe
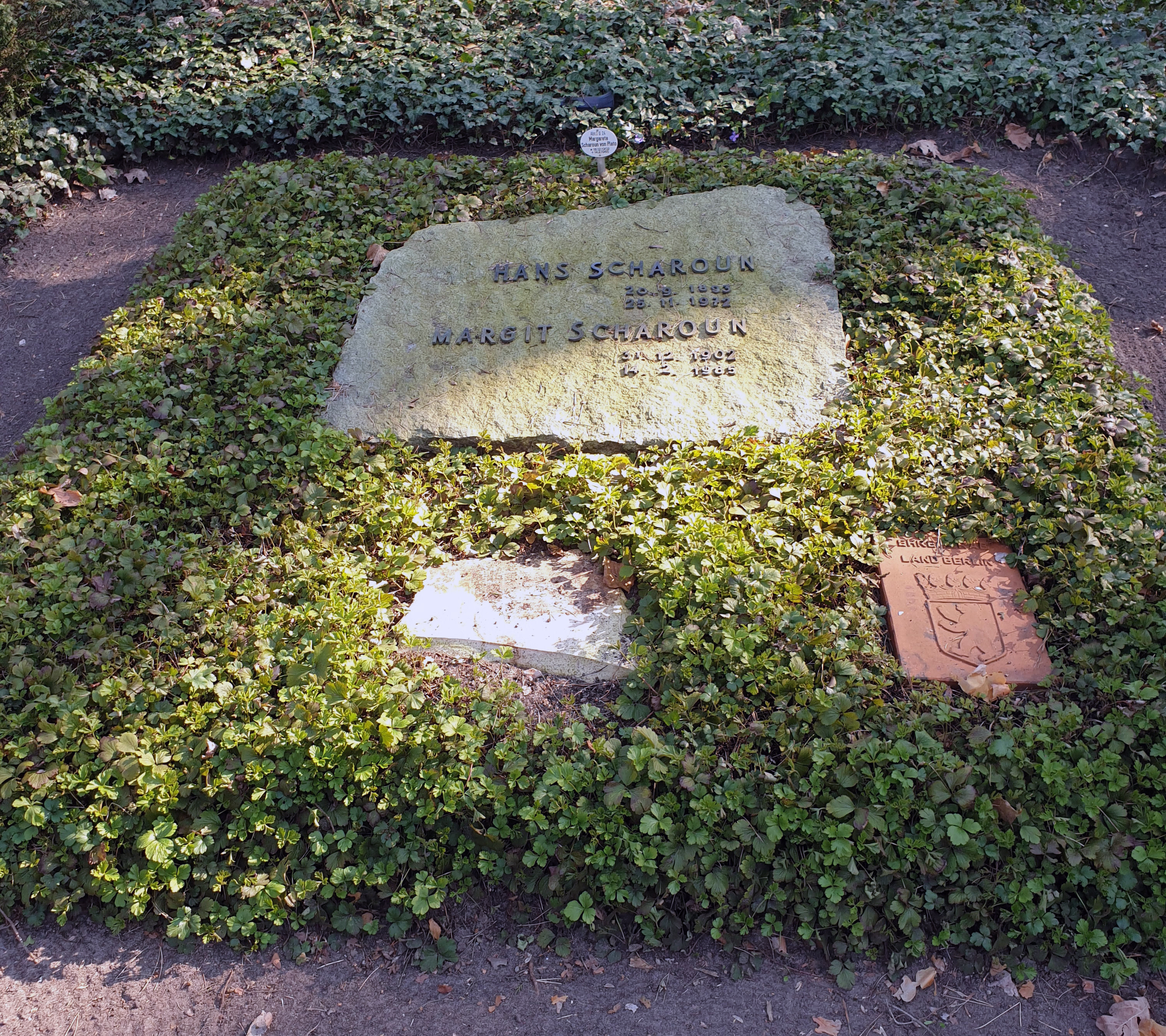
Hans Scharoun
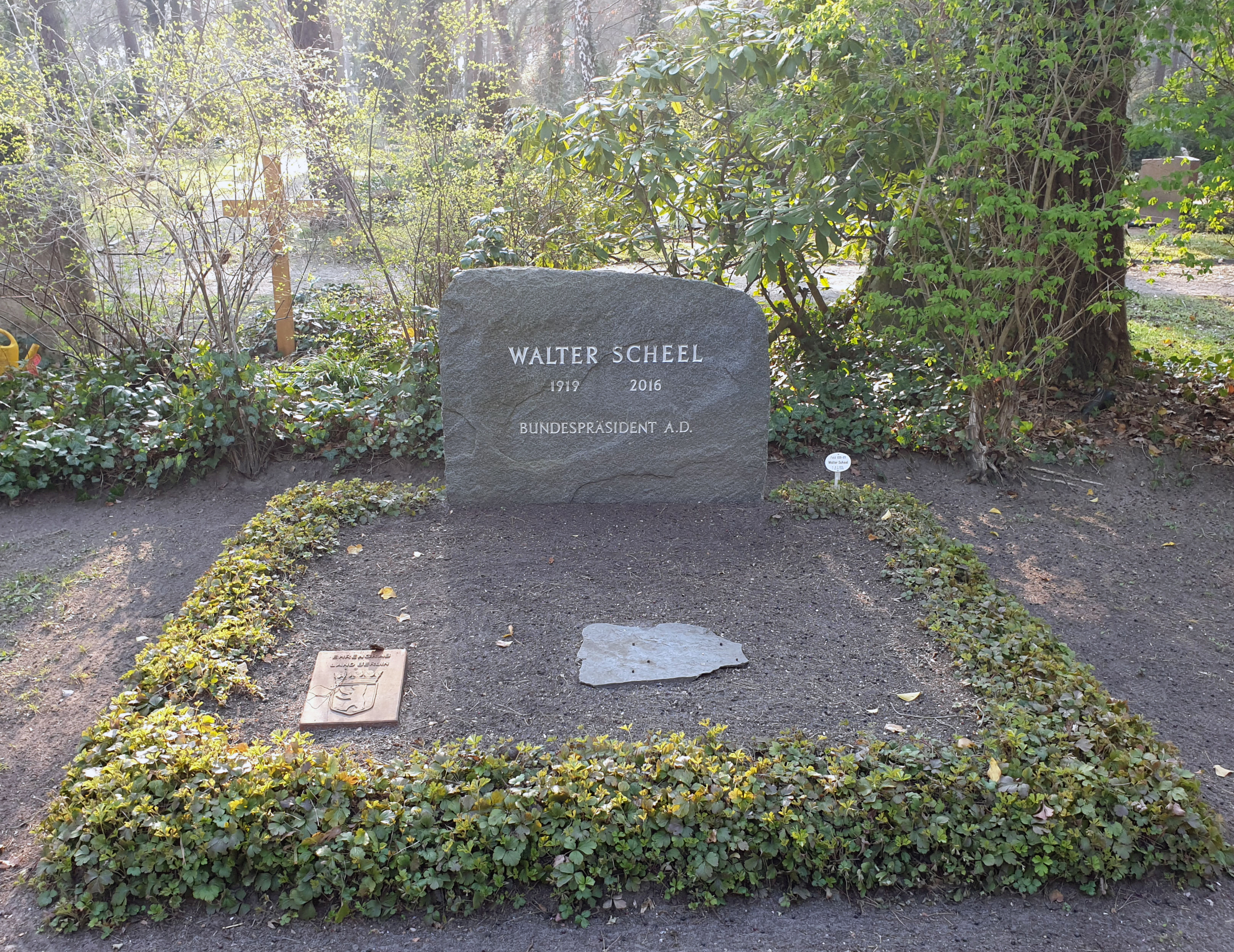
Walter Scheel
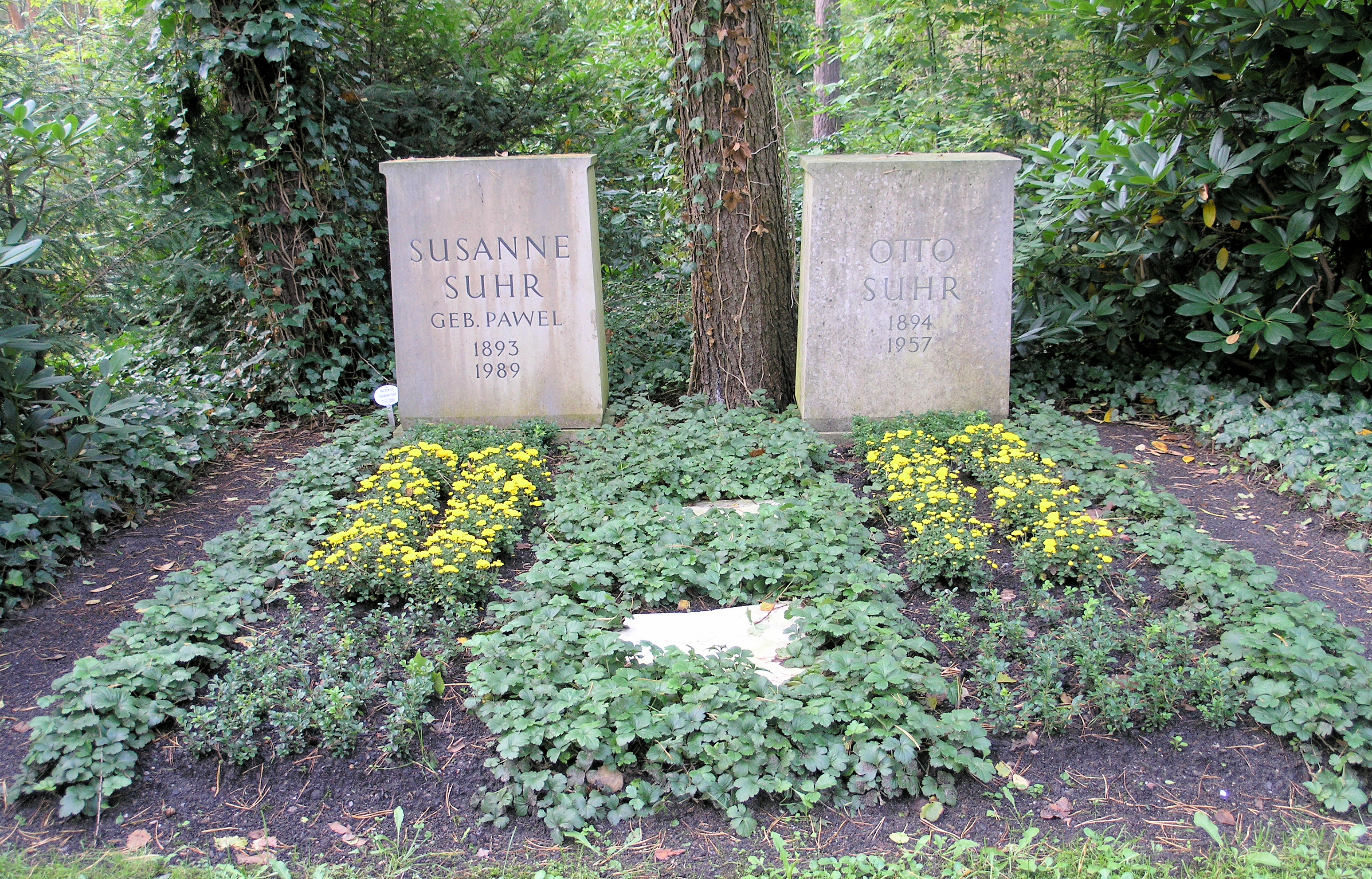
Otto Suhr

### Weitere Grabstätten
- Karan Armstrong (1941–2021), Kammersängerin
- Erica Balqué (1912–2003), Schauspielerin, Regisseurin (im Grab ihres Mannes Helmut Käutner)
- Renate Barken (1920–2014), Schauspielerin, Filmproduzentin (Feld 049)
- Hans Beirer (1911–1993), Kammersänger
- Gerhard Bienert (1898–1986), Schauspieler
- Hans Bierbrauer (1922–2006), Schnellzeichner Oskar (Karikaturist)
- Günther Birkenfeld (1901–1966), Schriftsteller
- Peter Bloch (1900–1984), Politiker
- Peter Bloch jr. (1925–1994), Kunsthistoriker und Hochschullehrer
- Gerhard Danelius (1913–1978), Politiker
- Fritz Eberhard (1896–1982), Publizist, Politiker
- Peter Fitz (1931–2013), Schauspieler
- Hendrikje Fitz (1961–2016), Schauspielerin
- Herwig Friedag (1921–2012), Journalist und Verbandsfunktionär
- Ekkehard Fritsch (1921–1987), Schauspieler
- Ernst Fritsch (1892–1965), Maler und Kunstprofessor (bis 2015: Ehrengrab)
- Fritz Genschow (1905–1977), Schauspieler, 25 Jahre lang der Onkel Tobias vom RIAS
- Heinz Giese (1919–2010), Schauspieler und Synchronsprecher (Feld 032 – Ruhegemeinschaft)
- Peter Giese (1931–2005), Geophysiker und Geologe
- Edith Hancke (1928–2015), Schauspielerin
- Otfrid von Hanstein (1869–1959), Schriftsteller
- Paula von Hanstein (1883–1966), Schriftstellerin
- Karl-Josef Hering (1929–1998), Berliner Kammersänger, Schauspieler und Hotelier
- Martin Hirthe (1921–1981), Schauspieler und Synchronsprecher
- Wolfgang Holst (1922–2010), Präsident von Hertha BSC, Großgastronom
- Lothar Homeyer (1883–1969), Grafiker (bis 2017: Ehrengrab)
- Harald Kruska (1908–1993), evangelischer Theologe und Hochschullehrer
- Eberhard Lämmert (1924–2015), Literaturwissenschaftler
- Julius Leber (1891–1945), Widerstandskämpfer, Politiker
- Jutta Limbach (1934–2016), Politikerin (SPD)
- Eva Lissa (1913–1988), Schauspielerin
- Heinrich Lummer (1932–2019), Politiker (CDU)
- Ingeborg Martay (Pseudonym: Renate Barken, 1920–2014), Schauspielerin und Filmproduzentin (Feld 049)
- Oscar Martay (1920–1995), Mitbegründer der Berlinale (Feld 049)
- Gerd Martienzen (1918–1988), Schauspieler und Synchronsprecher
- Kurt Mattick (1908–1986), Politiker, Bundestagsabgeordneter (bis 2009: Ehrengrab)
- Walter May (1900–1953), Politiker, Schulrat, Stadtrat für Volksbildung (bis 2014: Ehrengrab)
- Christiane Maybach (1927–2006), Schauspielerin und Synchronsprecherin
- Ingeborg Meising (1921–2012), Professorin für Informatik an der Technischen Fachhochschule Berlin[7]
- Wolfgang Menge (1924–2012), Drehbuchautor und Journalist
- Klaus Miedel (1915–2000), Schauspieler und Synchronsprecher
- Ulrike von Möllendorff (1939–2017), Journalistin und Fernsehmoderatorin
- Wolf von Möllendorff (1908–1992), Architekt
- Wolfgang Müller (1922–1960), Schauspieler, Kabarettist
- Kurt Nemitz (1925–2015), Volkswirt, Bremer Senatsdirektor und Präsident der Landeszentralbank
- Wolfgang Neuss (1923–1989), Schauspieler, Kabarettist (beigesetzt neben Wolfgang Müller)
- Peter Neusser (1932–2010), Schauspieler und Synchronsprecher
- Hanns-Heinz Nissen (1905–1969), Opern- und Konzertsänger
- Günter Pfitzmann (1924–2003), Schauspieler und Kabarettist
- Walter Rasch (1942–2023), Politiker
- Paul Ortwin Rave (1893–1962), Kunsthistoriker (bis 2014: Ehrengrab)
- Wolfgang Reimann (1887–1971), Kirchenmusiker, Organist und Hochschullehrer
- Gert Reinholm (1923–2005), Tänzer, Ballettdirektor, Tanzpädagoge
- Helmut Ruska (1908–1973), Mediziner und Pionier der Elektronenmikroskopie
- Ulrich Schamoni (1939–1998), Regisseur
- Claire Schlichting (1905–1978), Schauspielerin und Komikerin
- Clemens Schmalstich (1880–1960), Komponist, Dirigent
- Gustav „Bubi“ Scholz (1930–2000), Boxer (verlegt nach Friedhof Heerstraße)
- Ernst Schröder (1915–1994), Schauspieler
- Karl-Tobias Schwab (1887–1967), Glasmaler, Grafiker, Schriftgestalter, Medailleur und Hochschullehrer
- Kurt-Werner Seidel (1930–1990), Landesbranddirektor a. D.
- Peter Seum (1949–1998), Schauspieler
- Ruth Stephan (1925–1975), Schauspielerin
- Heinz Striek (1918–2011), Finanzpolitiker und Sportfunktionär
- Heinz Trökes (1913–1997), Maler
- Eric Vaessen (1922–2009), Schauspieler, Synchron- und Hörspielsprecher
- Rudolf Valenta (1929–2015), Bildhauer
- Frithjof Voss (1936–2004), Geograf
- Wilhelm Weise (1936–2012), Mediziner, Direktor des Robert Koch-Instituts
- Wolfgang Wippermann (1945–2021), Historiker
- Wolfgang Zeller (1893–1967), Komponist

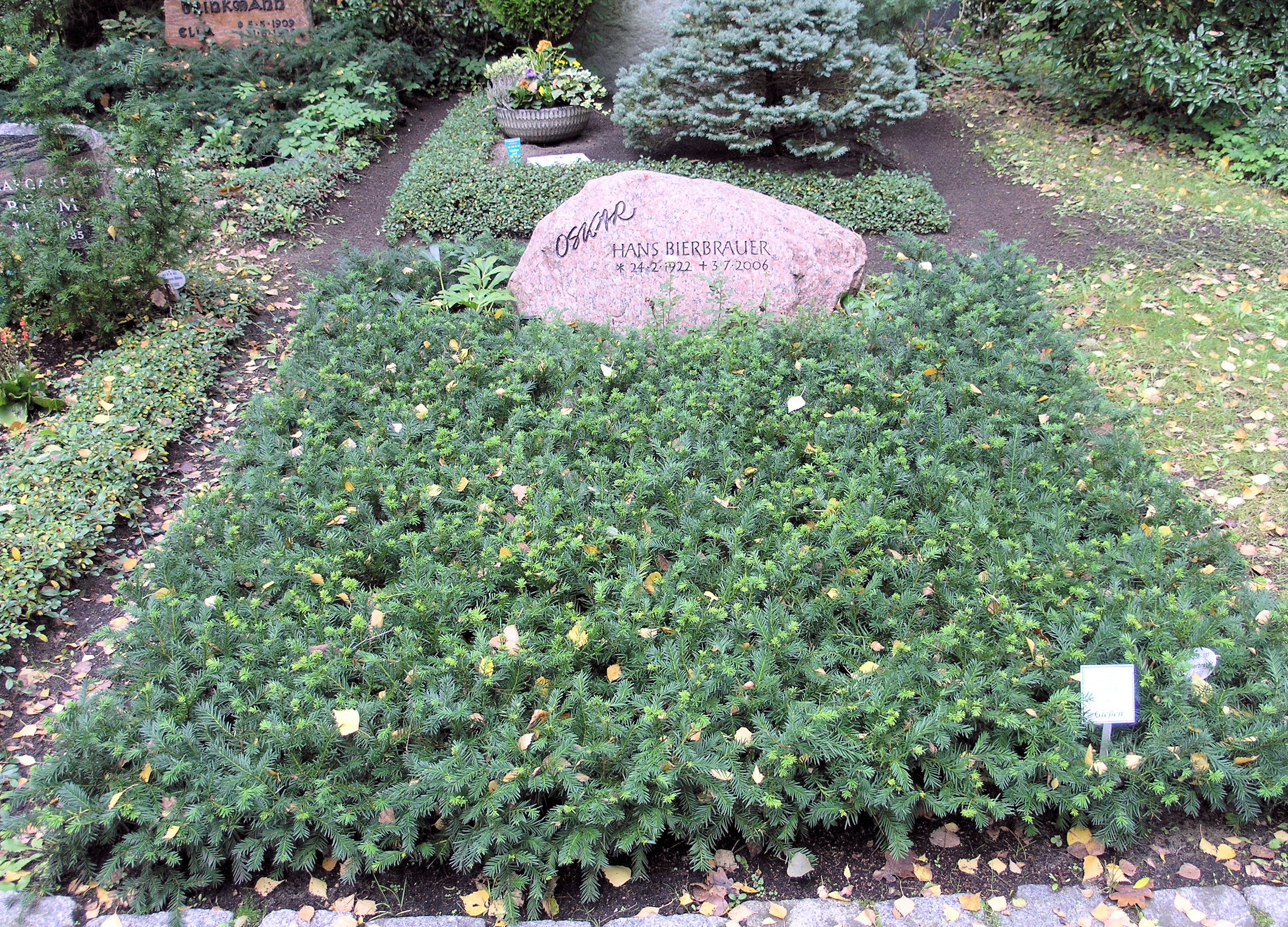
Hans Bierbrauer
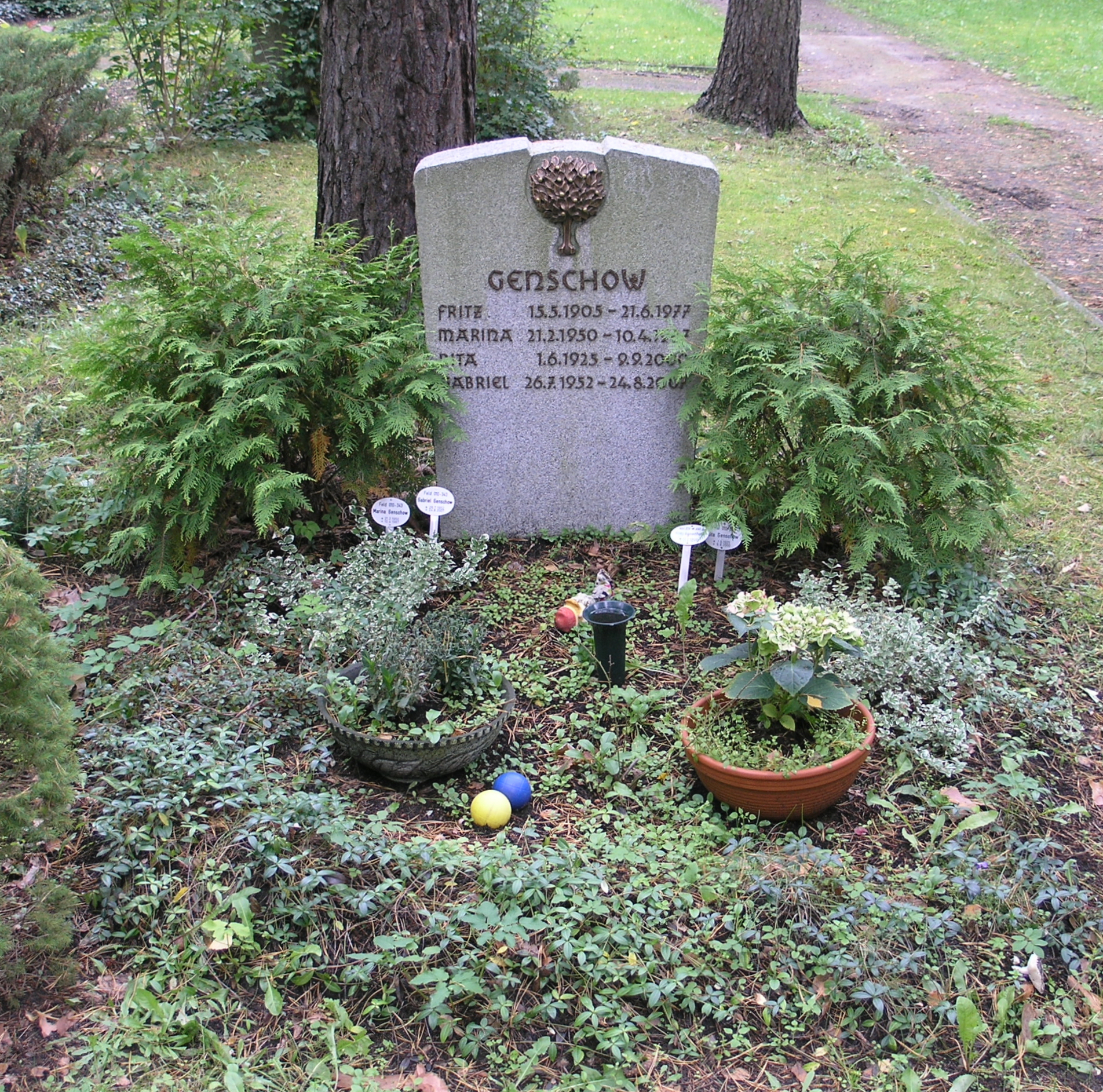
Fritz Genschow
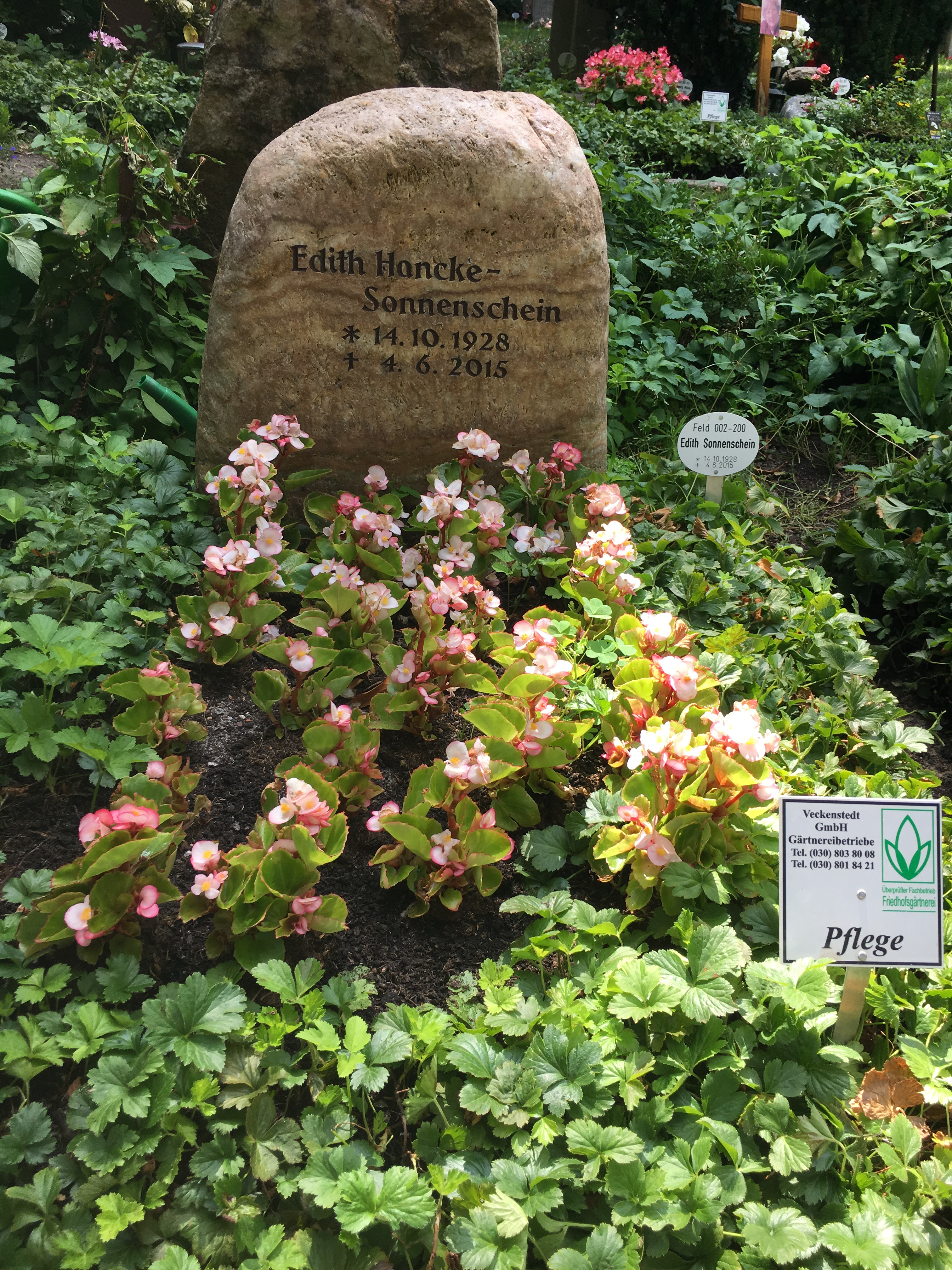
Edith Hancke
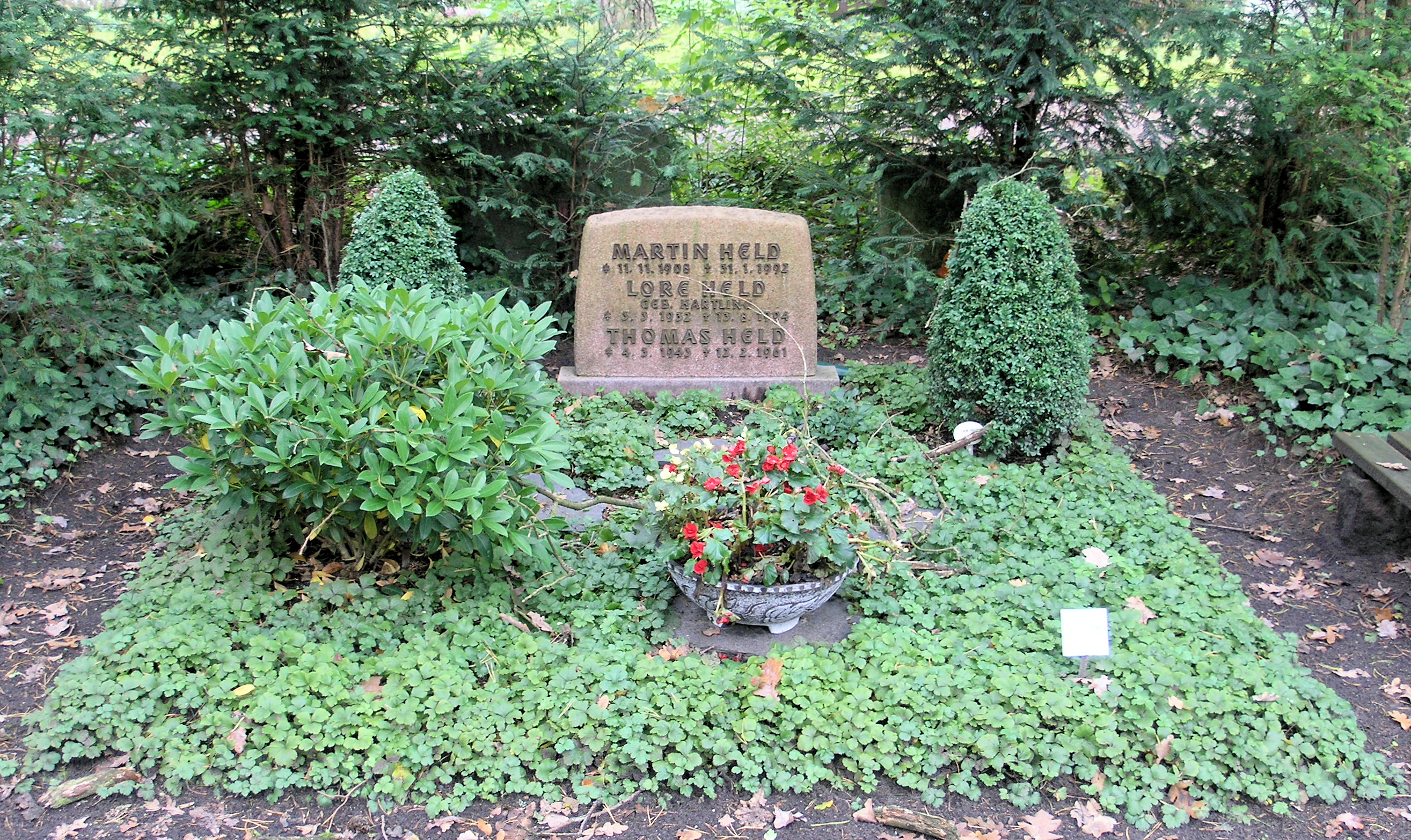
Martin Held
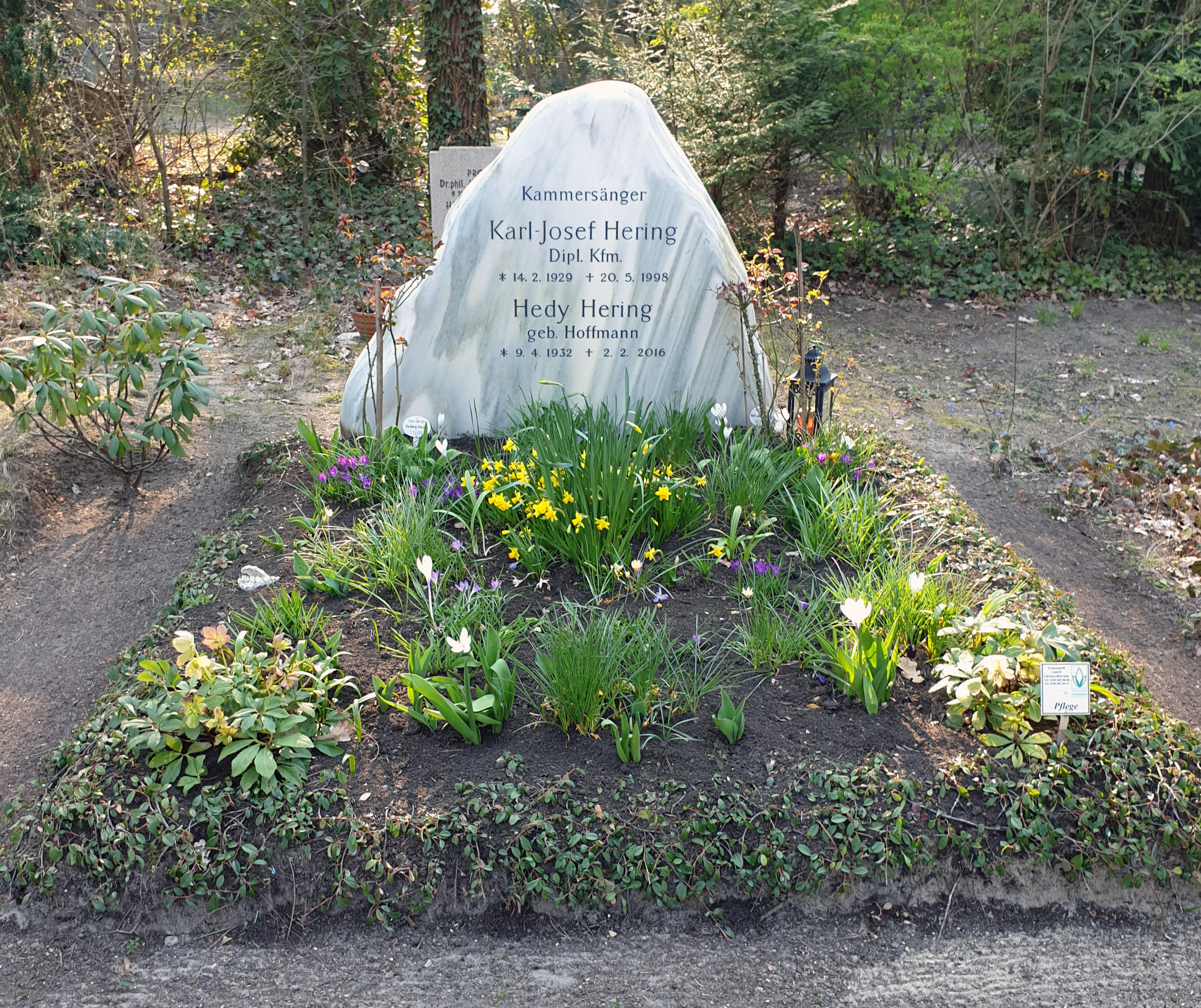
Karl-Josef Hering
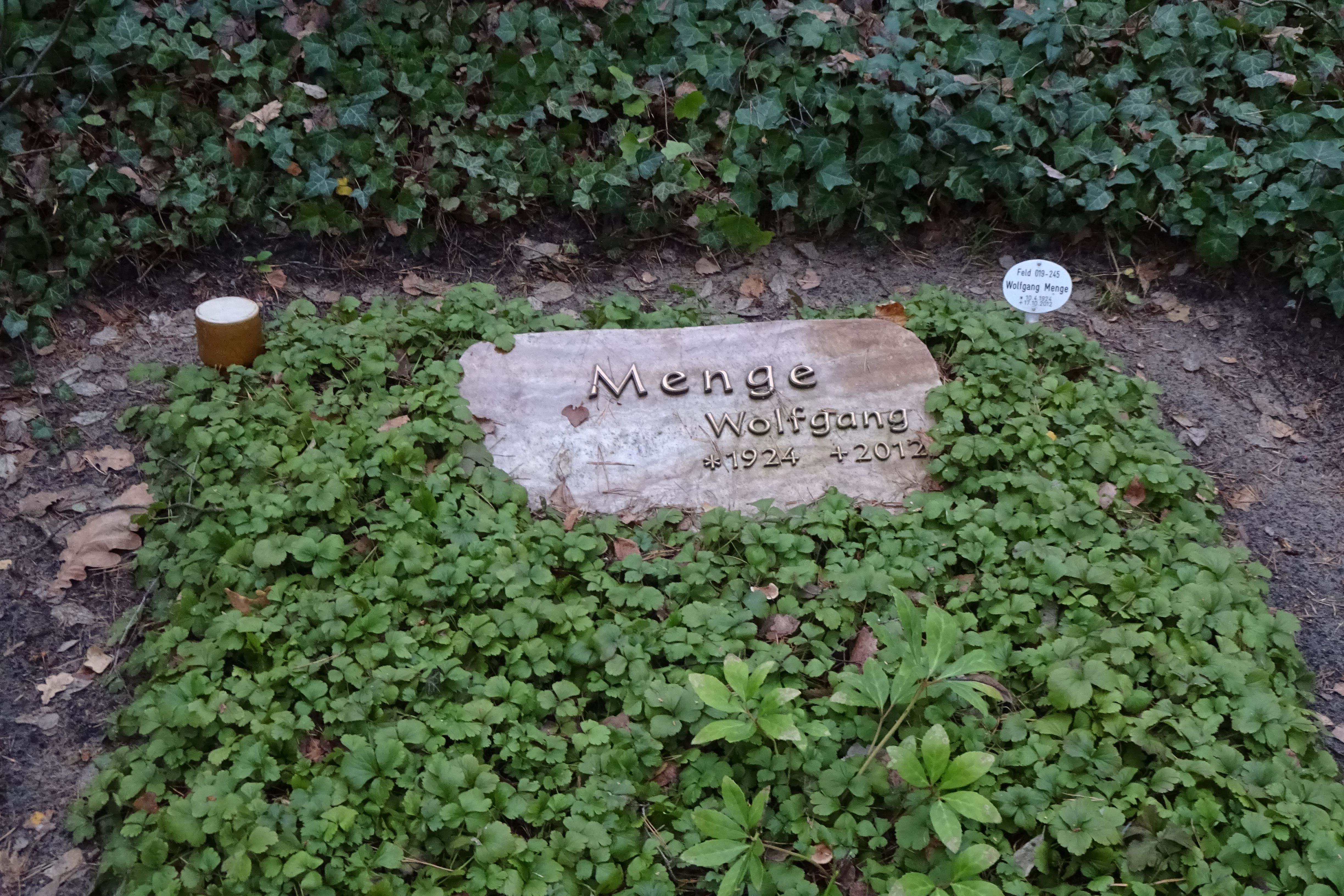
Wolfgang Menge
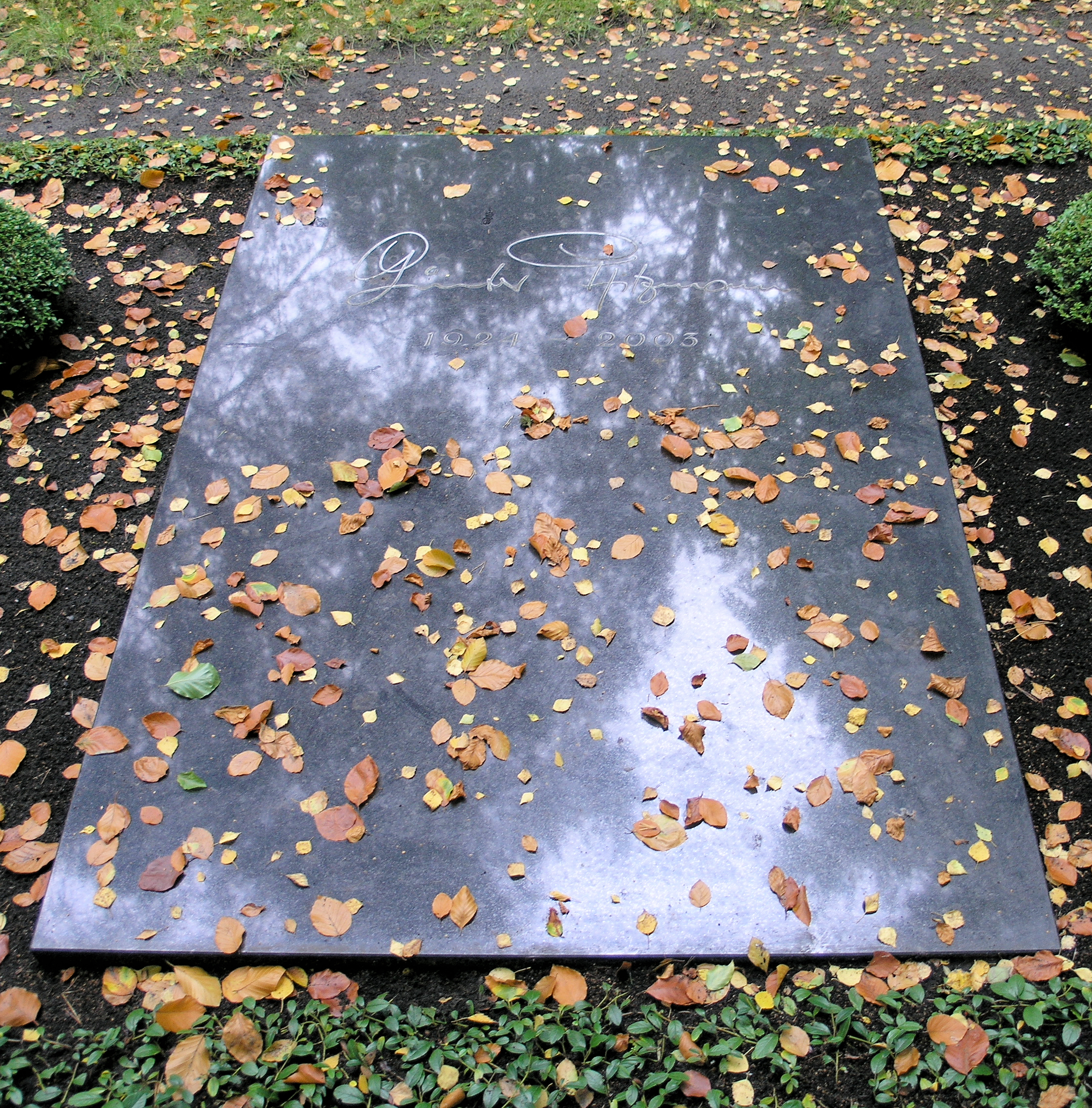
Günter Pfitzmann
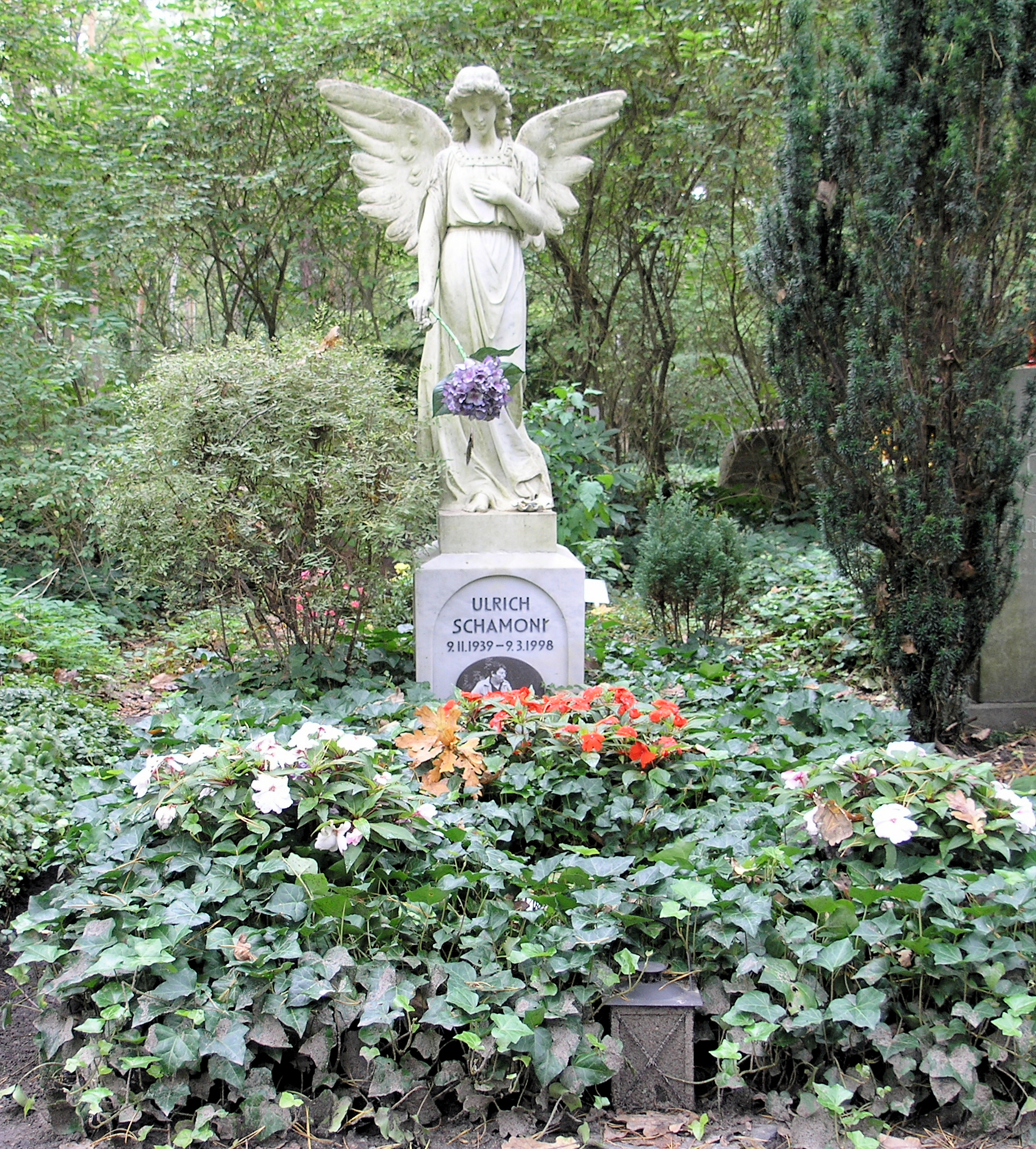
Ulrich Schamoni
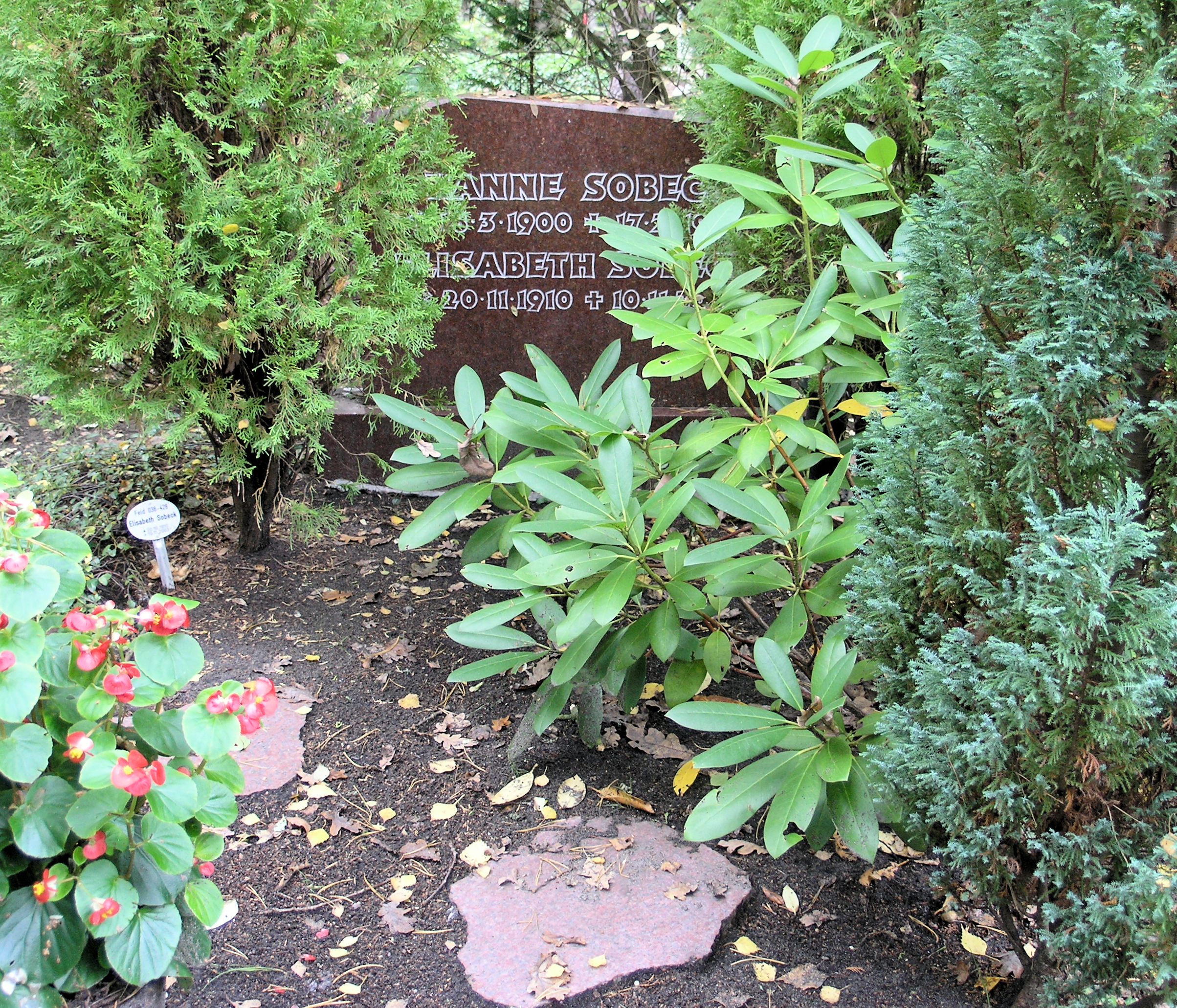
Hanne Sobeck